# Фламенго (футбольный клуб, Терезина)
«Фламенго» — бразильский футбольный клуб из города Терезина, штата Пиауи.

## История
Клуб основан 8 декабря 1937 года, домашние матчи проводит на стадионе «Албертан». В 2010 году клуб выступал в Серии D Бразилии.
«Фламенго», 17 раз выиграв чемпионат штата Пиауи, является вторым по титулованности клубом штата после «Ривера».

## Достижения
- Чемпион Лиги Пиауиэнсе (17): 1939, 1942, 1944, 1945, 1946, 1964, 1965, 1970, 1971, 1976, 1979, 1984, 1986, 1987, 1988, 2003, 2009